# 全国中学校乒乓球大会
全國中學校乒乓球大會（日语：全国中学校卓球大会），簡稱“全中”，是日本8月每年舉辦的中學生乒乓球賽事。該賽事被定義為“中學校部活動全國大會（中学校の部活動の全国大会）”，共分為男女團體和男女單打等4個項目。

## 參賽條件
由於全國中學校乒乓球大會僅限以中學校名義報名，因此部分隸屬於少年乒乓球俱樂部的選手必須以其所就讀的學校為註冊單位。所以如果是同屬一個俱樂部但並非就讀同一學校的話，他們不得成為同團體的隊友。（注意，球員本人可以以所屬學校和俱樂部為註冊團體進行雙重註冊。）
從2013年開始，凡是被JOC精英學院錄取的學生可以通過由日本中学校体育联盟頒發的“推薦資格”來獲得單打參賽權。但有人認為JOC精英學院的學生不僅得到了日本奧委會和日本乒乓球協會的優質資源，同時還可以避免參加都道府縣的預選賽而直接進入全國大賽是不公平的。

## 賽事項目
除第一屆和第三屆之外，全國中學校乒乓球大會每屆均設立了男子團體、女子團體、男子單打和女子單打四個項目。
單打選手由各都道府縣大賽冠軍和東道主（男女各1人），以及日本乒乓球協會推薦（男女各1人）組成。
團體賽由各都道府縣大賽的冠軍校和東道主（男女團體各1個）組成。團體賽分為4場單打和1場雙打；但要注意的是，高校賽事對團體人員的最低要求是4人，但中學賽事則是6人，因此所有選手都無法重複出戰。

## 外部連結
- 官方网站（日語）